# Gällivare
Gällivare er en by i Norrbottens län, Lappland i Sverige, samt hovedby i Gällivare kommune.
Byen ligger på Malmbanan og er endestation på Inlandsbanan, desuden ligger den ved Europavej 45.